# Lowe Bingham
Lowe Bingham (ur. 12 lutego 1994) – nauruański zapaśnik.
Pierwszą poważną imprezą międzynarodową, w której wziął udział, były mistrzostwa Oceanii w 2013. Żaden nauruański zapaśnik przed nim, nie brał udziału w igrzyskach olimpijskich, mistrzostwach świata, igrzyskach Wspólnoty Narodów, ani nawet w mistrzostwach kontynentu.
8 kwietnia 2013 roku w guamskim Tumonie, wystartował w dwóch kategoriach juniorskich i w jednej seniorskiej. W obu kategoriach juniorskich, zdobył brązowe medale (w stylu wolnym w kat. do 74 kg, oraz w tej samej wadze w stylu klasycznym). W tej samej kategorii wagowej, ale w zawodach seniorów, zajął ósme miejsce. W 2014 roku w Pago Pago zajął trzecie miejsce. Zdobył dwa srebrne medale w 2015 w Majuro, a w 2017 w Pirae sięgnął po srebro i brąz. W 2018 ponownie stanął na najniższym stopniu podium. Zajął 27. miejsce na mistrzostwach świata w 2017; 22. miejsce w 2018 i 34. miejsce w 2019. Czterokrotny mistrz Oceanii, w 2019, 2023 i 2024 roku.
Bierze udział także w zawodach sztangistów. Zdobył złoty medal Igrzysk Nauruańskich 2009 w kategorii do 56 kg (uzyskał 130 kg w dwuboju).